# Evandro Hazzy
Evandro José da Silva, também conhecido pelo nome artístico e comercial Evandro Hazzy (nascido em Lajeado, em 5 de julho de 1970) é um apresentador de televisão, preparador de misses e ex Diretor do Concurso Miss Brasil Oficial.
É conhecido por ser o missólogo – termo popularizado por ele para nomes o preparador de misses – com o maior número de títulos conquistados no Miss Brasil, total de 8, todas representando o estado do Rio Grande do Sul. Segue como contratado da TV Bandeirantes, onde atualmente apresenta o programa jornalístico Brasil Urgente RS.

## Início
Ainda no primeiro ano de vida, mudou-se de Lajeado para Santa Maria, cidade conhecida como a Venezuela brasileira, graças ao grande número de participantes de eventos de beleza. Sua vocação ao meio miss se deu à Influência de sua avó materna, que tinha adoração por concursos, embora o desejo de seu pai fosse a carreira na medicina.

## Primeiro trabalho
Aos 14 anos já integrava informalmente as equipes dos concursos de beleza de Santa Maria. Com senso de estética apurado, aos 17 foi contratado pelas lojas Renner para atuar como visual e merchandising, onde decorava a área interna e montava os looks dos manequins na vitrine.

## Concursos de beleza

### Miss Rio Grande do Sul

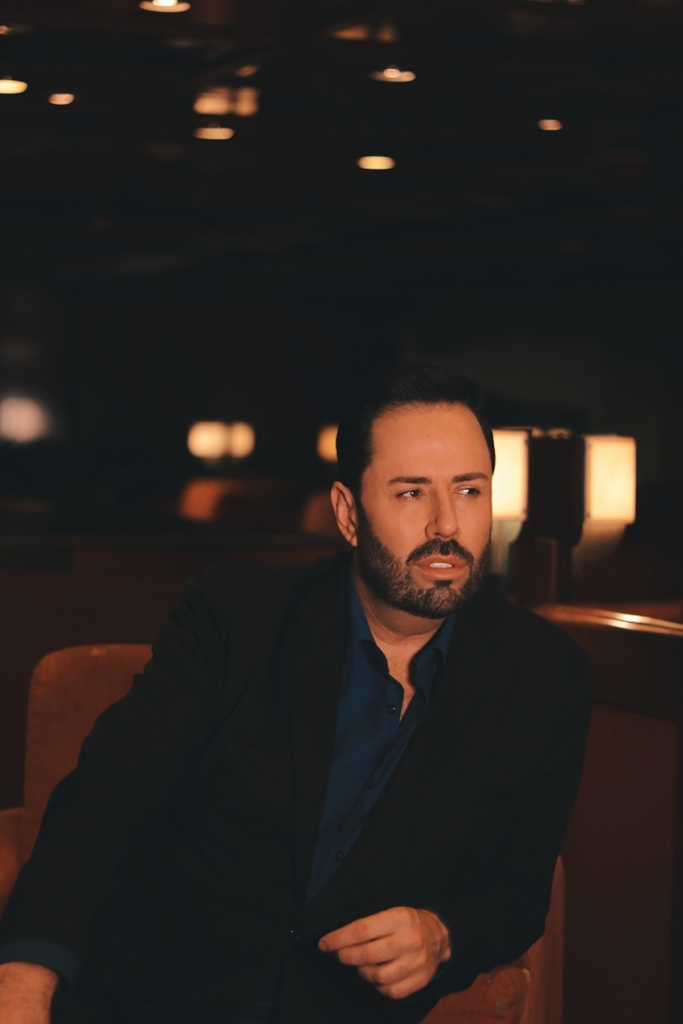
Evandro Hazzy

Em 1996 assumiu a coordenação do Miss Rio Grande do Sul, concurso que elege a mais bela gaúcha a concorrer ao Miss Brasil Oficial.  Além de coordenar o evento, ficava também sob sua responsabilidade a preparação da candidata para a etapa nacional.
Dos 13 títulos gaúchos conquistados no Miss Brasil, 08 foram durante a coordenação de Evandro Hazzy, tornando-o o preparador brasileiro com mais títulos conquistados no Miss Brasil.
Entre suas misses que se tornaram celebridades, estão a apresentadora de tv Renata Fan, eleita MB 1999, e a participante do Big Brother Brasil Joseane Oliveira, MB 2002.

### Miss Brasil
Em 2013 mudou-se para São Paulo e assumiu a Coordenação Técnica do Miss Brasil Oficial, onde permaneceu no cargo até 2016. Durante sua gestão, as vencedoras foram Jakelyne Oliveira (Mato Grosso) Melissa Gurgel (Ceará) e Marthina Branndt (Rio Grande do Sul). A candidata mato-grossense obteve a colocação de 5º lugar no Miss Universo, realizado na Rússia.

### Cronologia dos títulos conquistados no Miss Brasil
- 1999 - Renata Fan
- 2001 – Juliana Borges
- 2002 – Joseane Oliveira
- 2004 Fabiane Niclotti (falecida)
- 2006 Rafaela Zanella
- 2008 Natalia Anderle
- 2011 Priscila Machado – 3ª colocação no Miss Universo
- 2012 Gabriela Markus

### Polêmicas e curiosidades
Ao longo de sua carreira nos concursos de miss, Evandro Hazzy colecionou frases polêmicas e fatos curiosos. “Não existe beleza natural” e “Essa é linda, mas eu demolia e transformava num monumento”, são duas frases criadas e utilizadas por Hazzy em entrevistas.
Em 2001, durante sua preparação para a etapa nacional, Juliana Borges realizou 19 intervenções cirúrgicas, o que a levou ao destaque em mídia internacional, com reportagem de capa para The News York Times. (link reportagem)
Em 2003, ao participar da terceira edição do Big Brother Brasil, Joseane Oliveira, revelou ter sido casada ao participar do Miss Brasil, o que a fez perder o título. (link reportagem)
Em 2008, ao visitar a cidade de Roca Salles, interior do RS, avistou a babá Natálya Anderle passeando pelas ruas. De origem humilde e sem muitos recursos financeiros, a moça foi convidada a morar na casa de Evandro, e depois de 10 meses de preparação, venceu todas as etapas e se tornou Miss Brasil.

## Televisão

### Band
Evandro Hazzy é contratado da TV Bandeirantes desde 2003, onde atua à frente e por trás das câmeras.
Em 2004 apresentou o programa Prazer em Estar Bem, ao lado da ex Miss Brasil Fabiane Niclotti (já falecida).
Participou da implementação dos programas vespertinos da emissora, intitulados de Band Mulher.
Em 2019 esteve à frente do AHazzy para Maiores, exibido nas noites de domingo, com entrevistas e um conteúdo voltado para o entretenimento adulto.

### Fashion Tv
Ainda em 2019, Evandro Hazzy comandou o Mister Hazzy, reality show de beleza, com foco na preparação para concursos de beleza. Ao final da temporada, o projeto teve sua segunda temporada confirmada para a emissora.

### Brasil Urgente
Desde 2019, Evandro Hazzy integra a equipe do Brasil Urgente RS, programa jornalístico exibido diariamente na Band.  Na 1ª edição apresentado às 13 horas, ele divide a bancada com o apresentador Rogerio Forcolen, com entrevistas sobre temais atuais e interação com os telespectadores.  No Brasil Urgente 2ª Edição, o jornalista apresenta matérias factuais sobre o cotidiano da população gaúcha, com direito a links ao vivo.